# Vieille Thur
La Vielle Thur un défluent de la Thur d'une longueur de 25,9 km qui se jette dans la Lauch[source insuffisante].